# 蘇爾 (阿爾高州)

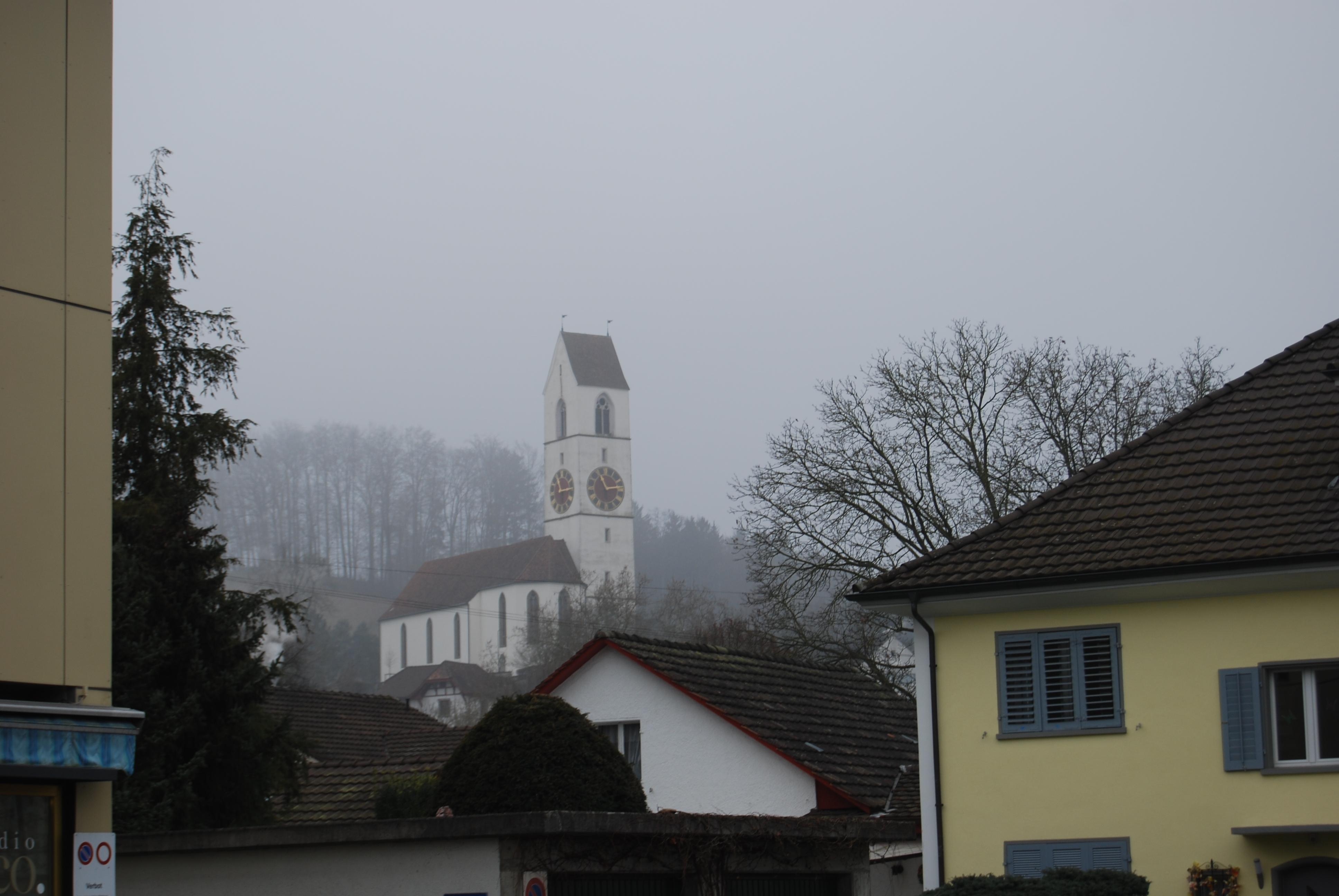

蘇爾是瑞士的城鎮，位於該國北部，由阿爾高州負責管轄，面積10.61平方公里，海拔高度397米，2012年人口9,716，四成半人口信奉基督教，人口密度每平方公里916人。

## 外部連結
- Official website （德文）